# Clematis parviflora
Clematis parviflora är en ranunkelväxtart som beskrevs av Allan Cunningham. Clematis parviflora ingår i släktet klematisar, och familjen ranunkelväxter. Inga underarter finns listade i Catalogue of Life.